# Land- und Stadtgericht Schirwindt
Das Land- und Stadtgericht Schirwindt war von 1824 bis 1849 ein preußisches Land- und Stadtgericht mit Sitz in Schirwindt.

## Geschichte
In Schirwindt bestand bis 1824 das Stadt- und Amtsgericht Schirwindt. 1824 wurde daraus das Land- und Stadtgericht Schirwindt gebildet. Es war ein Gericht 2. Klasse im Sprengel des Oberlandesgerichts Insterburg. 
Sein Gerichtsbezirk umfasste 1837 die Stadt Schirwindt mit 1312 Gerichtseingesessenen und 60 Ortschaften mit 5569 Gerichtseingesessenen (zusammen also 6881 Gerichtseingesessene). Am Gericht waren ein Land- und Stadtrichter und zwei weitere Mitarbeiter beschäftigt.
Nach der Märzrevolution wurden 1849 einheitlich Kreisgerichte gebildet. In Schirwindt entstand die Gerichtskommission Schirwindt des Kreisgerichts Pillkallen.